# Прасангака
Прасангака — напрям у  буддійській філософській школі Мадг'яміка.
Назва школи береться від методу логічних наслідків Прасанга, який єдиний визнається придатним для демонстрації опонентам натури Абсолютної та Відносної істин. 
Прасангака — школа, яка домінує в
тибетському буддизмі, більша частина джерел залишилась тільки в тибетському перекладі.
Засновник школи — Буддапаліта, учень Самгхаракшіти. Саме він став активно використовувати прийом прасанга, переважно для доведення до абсурду доводів опонентів, тому прасанга розуміється також як доведення до абсурду. 

## Дебати зі Сватантрікою
Школу Сватантріка заснував Бгававівека, критикуючи ранні роботи Буддапаліти, і тільки пізніше Чандракірті зміг в повному обсязі відповісти на критику Бгававівеки й закласти нову основу прасангаки.
Різниця між школами полягала в ролі прасанги в формальних дебатах. Прасангіка вважає, що прасанга — єдиний придатний метод демонстрації двох істин непросвітленим. Сватантріка вважає, що буддійська логіка повинна не тільки приводити опонента до протиріччя, але також використовуватися для виведення позитивних висновків.
Позиція прасангіки в суперечці з сватантрікою спиралася на положення, що буддисти, які роблять позитивні припущення про конвенціональний світ, тим самим погоджуються з існуванням ілюзії. Сватантріки заперечували, що конвенційні об'єкти можуть мати само-існування, тобто, існувати самі по собі, не існуючи при цьому абсолютно і не будучи реальними.